# الإسلام في البرتغال

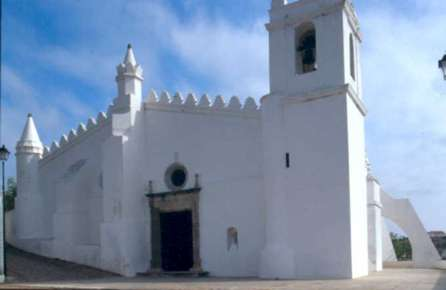
مسجد مدينة باجة (ميرتولا)، أو مسجد ميرتولا\مارتلة القديم، الواقع في مدينة باجة -أقدم مدائن الاندلس- هو أحد المساجد التي بناها أبن مروان قبل سنة 262هـ، وقيل أنه بُني عند دخول الموّحدين للمدينة سنة 553هـ/1158م. تم تحويله الى كنيسة سنة 1238م.

## لمحة جغرافية
توجد البرتغال  في جنوبي غربي أوروبا، تحدها إسبانيا من الشمال والشرق، والمحيط الأطلنطي من الجنوب والغرب، وعاصمتها لشبونة.

## التاريخ
لقد كانت البرتغال جزءاً من الأندلس، حيث عرفت (بغربي الأندلس) وما زال جنوبها يحمل هذا الاسم حتى الآن، فكانت ضمن بلاد الأندلس في نهاية القرن الهجري الأول، ، عندما توغلت الجيوش الإسلامية بقيادة طارق بن زياد، واستوطنها بعض من القبائل عربية في بداية الاستقرار الإسلامي، وفي سنة (123 هـ - 740 م) حدتث مجاعة بشمالي الأندلس فهجر المسلمون المنطقة وارتحلوا جنوباً، فانتهز المسيحون هذه الفرصة وتكونت إمارة صليبية صغيرة في سنة (133 هـ - 750 م) في القسم الشمالي من البرتغال وكانت هذه النواة التي أدت إلي ظهور دولة البرتغال واتخدت من مدينة أبورتو عاصمة لها، وأخدت تتوسع على حساب المناطق الإسلامية كلما ظهر ضعف في نطاق الحدود معها.
وبعد سقوط الدولة الأموية بالأندلس انقسم غربه إلى عدة إمارات، وانتهزت إمارة (أبورتو) أو البرتغال ضعف هذه الإمارات فاستولت على بعض المدن المجاورة لها، مثل مدينة براغة وقلمرية ونقلوا إليها عاصمتهم، وعندما استولى المرابطون على الأندلس وضعوا حداً لتوسع لتوسع إمارة (أبورتو) واستقرت الحدود لمدة قرن ونصف.
وعندما خلف الموحدين المرابطين     ظلت البرتغال في وضعها السابق، وضعفت الأندلس بعد الموحدين فأخدت البرتغال في التوسع مرة ثانية منتهزة ضعف الإمارات الإسلامية بالأندلس، فغزوا قصر بني دينيس في سنة (614 هـ - 1217 م) ثم باجه وسانت مارية وشلب وغربي الأندلس في سنة (647 هـ - 1249 م) ونقلوا عاصمتهم إلى لشبونة، وهكذا استولوا على غربي الأندلس بعد حكم إسلامي دام أكثر من خمسة قرون، واضطر المسلمين للهجرة وبقي المستضعفون، وفي سنة (947 هـ - 1540 م) ثم طرد من بقي من المسلمين عقب زواج ملك البرتغال من أخت ملكة إسبانيا تنفيداً لشروط الزواج فهاجروا إلى المغرب. ووصلت حديثاً إلى البرتغال جالية مسلمة من المستعمرات السابقة، والتي استقلت عن البرتغال، من أنغولا، وغنيا بيساو، وأكثر أفراد هذه الجالية من موزمبيق، وهناك عناصر مسلمة تعود جذورها إلى أصول هندية باكستانية، ويقدر عدد المسلمين في البرتغال بحوالى 40.000 نسمة أغلبهم من المستعمرات اللبرتغالية السابقة الموزمبيق غينيا بيساو جزر الراس الأخضر، ثم الجالية المغربية المقدرة ب 3500 نسمة والجزائريين ومن الهند بنغلادش وباكستان ويقيم أغلب المسلمين في العاصمة لشبونة، وهناك أعداد ضئيلة تنتشر في بعض المدن البرتغالية.

## الهيئات الإسلامية
1. الجمعية الإسلامية في لشبونة، ومن نشاطها التعليم الإسلامي تتناول دراسة القرآن، والأخلاق الإسلامية، والعبادات، والعقيدة وتاريخ الأنبياء، ثم تدريس اللغة العربية، كما يوجد مسجد ومركز ثقافي تابعاً للجمعية.

1. المركز الإسلامي الثقافي في لشبونة، ويشرف عليه مجلس سفراء الدول الإسلامية.
2. جمعية ضاحية أوديفيلاس : أقامتها الجالية الإسلامية، وتضم مسجداُ ومدرسة وقاعة للمحاضرات.
3. جمعية النساء المسلمات وتهدف الجمعية إلى تنمية العلاقات بين النساء المسلمات في البرتغال، وتقوم الجمعية بأنشطة اقتصادية.
4. الجمعية الإسلامية في لادانجييرو : هي إحدى ضواحى العاصمة البرتغالية وأقام المسلمون بها جمعيتهم وتشمل مسجداً، كما تصدر الجمعية مجلة باللغة البرتغالية وهي مجلة النور.

## وصلات داخلية
- الإسلام
- المسلمون
- الأندلس
- البرتغال
- المركز الإسلامي الثقافي في لشبونة